# San Michele in Sassia
San Michele in Sassia (lat.: Sancti Michaelis in Saxia), auch Santi Michele e Magno oder auch Friesenkirche (nl: Friezenkerk) genannt, ist eine Kirche in Rom am Borgo Santo Spirito 41, gegenüber dem Petersplatz.
Die Kirche der Friesen in Rom stammt aus dem 9. Jahrhundert und gehörte zur Schola Frisonum. Nach Zerstörung durch die Normannen wurde sie bis 1141 neuerbaut. Von diesem Bau ist der Campanile erhalten. Von 1756 bis 1759 wurde die Kirche durch Carlo Murena zu einer dreischiffigen Pfeilerbasilika umgebaut. Im linken Seitenschiff befindet sich das Grab des Malers Anton Raphael Mengs. 

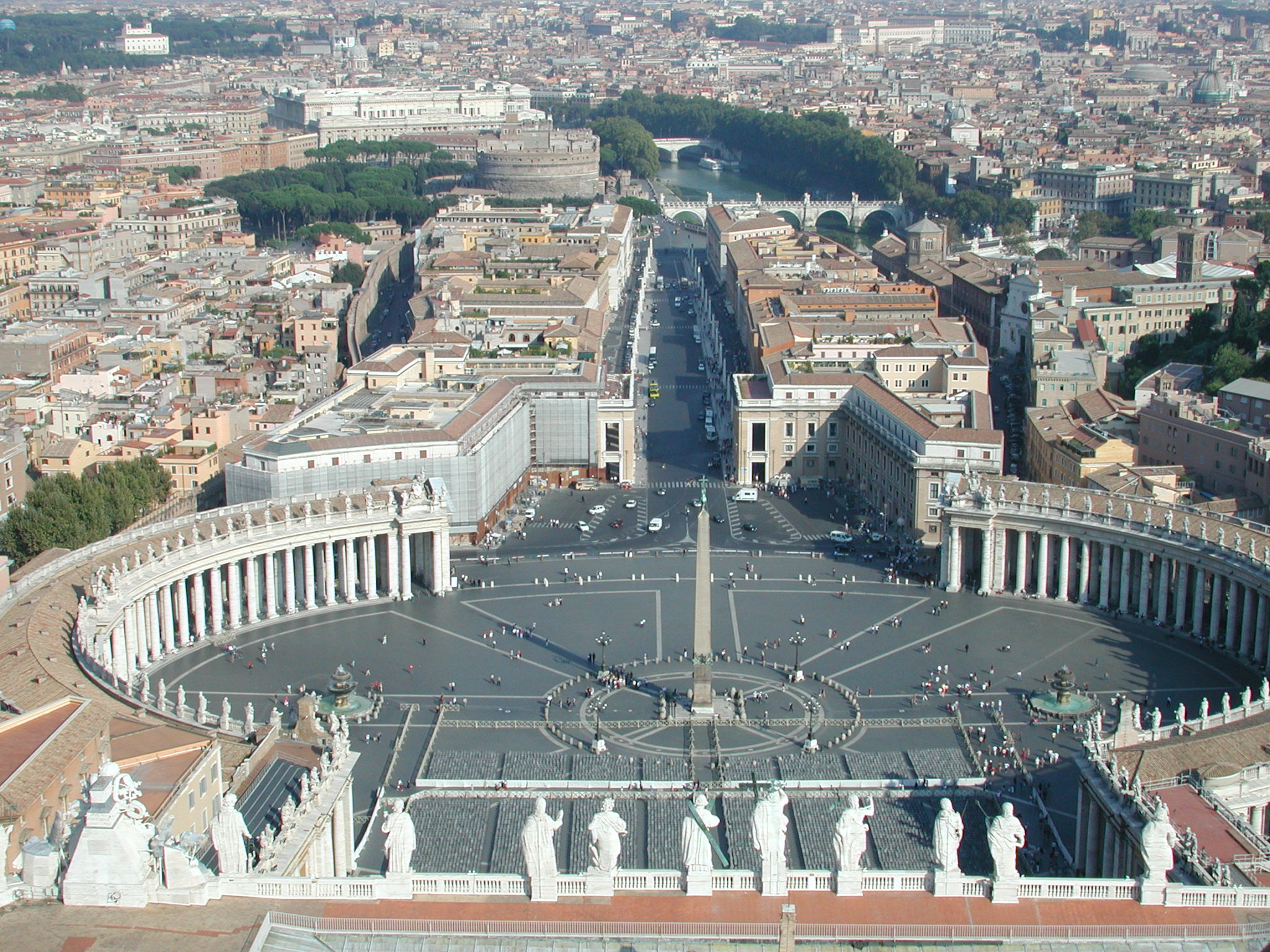
Blick über den Petersplatz mit der San Michele in Sassia auf der rechten Seite
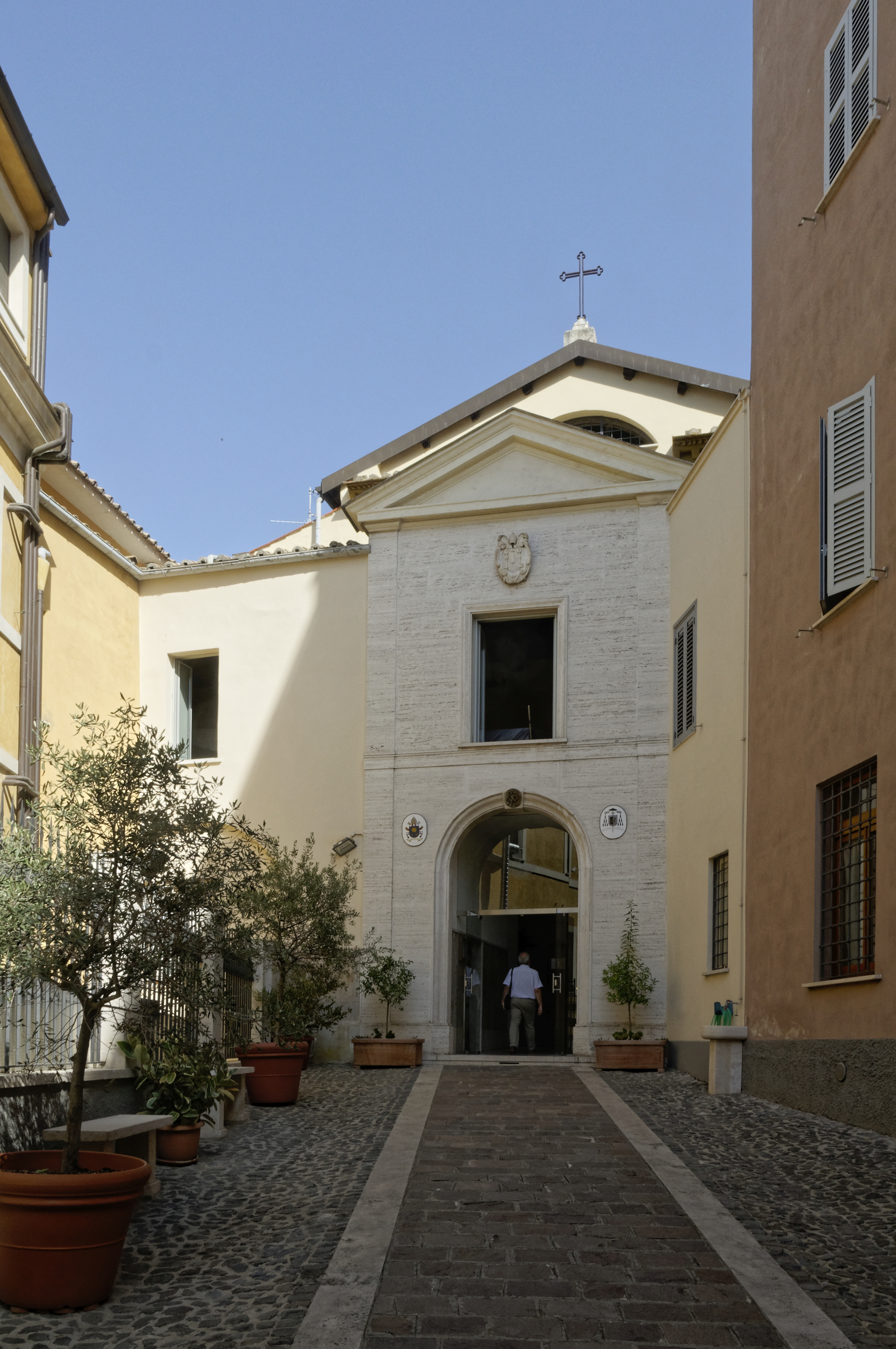
Eingang zur San Michele in Sassia